# Progress M-28M
Progress M-28M (ryska: Прогресс М-28M) eller som NASA kallar den, Progress 60 eller 60P, är en rysk obemannad Progress farkost som levererat förnödenheter, syre, vatten och bränsle till Internationella rymdstationen (ISS). Farkosten sköts upp från Kosmodromen i Bajkonur, med en Sojuz-U-raket, den 3 juli 2015. Farkosten dockade med rymdstationen den 5 juli.
Den lämnade station den 19 december 2015 och brann som planerat upp i jordens atmosfär några timmar senare.

### Fotnoter
1. ↑  ”NASA Space Science Data Coordinated Archive” (på engelska). NASA. https://nssdc.gsfc.nasa.gov/nmc/spacecraft/display.action?id=2015-031A. Läst 1 mars 2020.
2. ↑  Manned Astronautics - Figures & Facts Arkiverad 4 mars 2016 hämtat från the Wayback Machine., läst 22 juli 2016.